# 금 태종
금 태종 완안성(金 太宗 完顔晟, 1075년 11월 25일(음력 10월 15일) ~ 1135년 2월 9일(음력 1월 25일))은 금나라의 제2대 황제(재위 : 1123년 ~ 1135년). 여진족 이름은 오걸매(吳乞買)이며 시호는 체원응운세덕소공철혜인성문열황제(體元應運世德昭功哲惠仁聖文烈皇帝)이다. 금 태조 아골타의 동복 동생으로 오고내(烏古廼)의 손자로 핵리발(劾里鉢)의 4남으로 태어났다. 절일은 천청절(天淸節)이다.
백부로는 핵자(劾者), 숙부로는 고종 영가(高宗, 盈歌)가 있었다. 적자는 아로(阿魯)이며 여러 아들이 있었다. 그의 형인 금 태조를 보좌하다가 형의 사후 황제로 즉위하였다.

## 생애
1123년 11월, 북요의 황제 영종이 부하들에게 살해당하자 북요를 침공하여 멸망시켰다.
1125년에는 송나라와 동맹을 맺고 요나라를 협격하여 만주 지역으로부터 요나라를 멸망시켰다.
1125년(선화 7년), 송나라는 연운 16주 일부의 탈환에는 성공하였지만, 금에 점령된 나머지 주의 탈환을 계획하고, 요나라의 패잔병과 몰래 금을 합공할 것을 획책했다. 그러나 이 음모는 금에 발각되어 금나라 태종이 송나라로 출병하는 사태를 초래한다. 당황한 휘종은 자기칙당(自己則當, 사직서와 같은 것)을 내어 퇴위하고, 장남인 조환(흠종)을 즉위시켜 태상황이 되었다. 금군으로부터 벗어나기 위해 개봉에서 탈출했지만, 재상 이강에 의해 되돌아오게 되었다.
1126년(정강 원년）금나라는 개봉을 함락시키고, 1127년 휘종과 흠종은 동시에 금나라에 끌려가게 되었다. 진회 등 중신들, 기술자들, 조씨 황족들이 이때 같이 끌려가게 된다.(정강의 변). 여진 군대는 양쯔 강까지 남하하였으나 회하 부근에서 저지되고 남송은 일단 국경을 수비하는데 성공했다.
금나라는 화북 통치를 위해 꼭두각시 국가인 초나라를 세우려고 했지만, 진회는 이것을 맹렬히 반대했기 때문에 북으로 압송되었다. 진회는 금나라의 중신과 밀약을 맺은 후, 남송이 주전론을 억누르고 화친을 결정했다는 소문을 흘려 풀려났다.
1130년, 진회는 금나라를 탈출해 가까스로 남송의 고종에게 도착했다. 고종은 진회가 돌아온 것을 상당히 즐거워하며 당일로 예부상서에 임명하고 다음 해에는 재상에 임명한다. 그 후 일시적으로 재상에서 파면되기도 하지만 곧바로 복귀하고 화평교섭 추진에 노력을 다했다.
정강의 변에 끌려갔던 진회 자신도 힘을 갖추지 못한 대책없는 주전론자였으며, 귀국 후 금나라를 두려워하여 주전론자를 극도로 경계하였다. 당시 남송은 금과의 교전에서 공을 세운 악비 등의 군벌 세력이 대두하고 있었고 그들은 주화파의 거두 진회를 매우 비판했다.
한편, 태종의 권력기반은 완전하지 못하여 부자 세습은 여진족 장로들에 의해 맹렬한 반대를 받았다. 1130년 동생 완안고가 앞서 사망하자 한동안 태종은 황태자를 세우지 못하고 머뭇거렸다. 결국 형인 태조의 적손에 해당하는 희종에게 황위를 양위하였다.

## 가족 관계

### 조부모와 부모
- 조부 : 경조 (景祖) 혜환황제 (惠桓皇帝) 완안 오고내 (完顔 烏古迺)
- 조모 : 소숙황후 (昭肅皇后) 당괄씨 (唐括氏)
- 부친 : 세조(世祖) 성숙황제 (聖肅皇帝) 완안 핵리발 (完顔 劾里鉢)
- 모친 : 익간황후 (翼簡皇后) 나라씨 (拿懶氏)

### 황후
| 봉호       | 시호                | 이름(성씨)       | 별칭  | 재위년도        | 생몰년도   | 국구(장인/장모)                         | 능묘       | 비고 |
| ---------- | ------------------- | ---------------- | ----- | --------------- | ---------- | --------------------------------------- | ---------- | ---- |
| 황후(皇后) | 흠인황후 (欽仁皇后) | 흘석렬씨(唐括氏) | [ 1 ] | 1123년 ~ 1135년 | ? ~ 1143년 | 송국공(宋國公) 당괄 아로속(唐括 阿魯束) | 공릉(恭陵) |      |

### 황자
| -  | 봉호       | 시호 | 이름                                          | 생몰년도   | 생모            | 별칭       | 비고  |
| -- | ---------- | ---- | --------------------------------------------- | ---------- | --------------- | ---------- | ----- |
| 1  | 송왕(宋王) |      | 완안 포로호(完顔 蒲魯虎) 완안 종반(完顔 宗磐) | ? ~ 1139년 | 흠인황후 당괄씨 |            |       |
| 2  | 빈왕(豳王) |      | 완안 호로(完顔 胡魯) 완안 종고(完顔 宗固)     | ? ~ 1147년 |                 |            |       |
| 3  | 조왕(曹王) |      | 완안 곡로보(完顔 斛魯補) 완안 종아(完顔 宗雅) | ? ~ 1150년 |                 | 대왕(代王) | [ 2 ] |
| 4  | 서왕(徐王) |      | 완안 아로대(完顔 阿魯帶) 완안 종순(完顔 宗順) | ? ~ 1124년 |                 |            |       |
| 5  | 우왕(虞王) |      | 완안 아로보(完顔 阿魯補) 완안 종위(完顔 宗衛) | ? ~ 1139년 |                 |            |       |
| 6  | 등왕(滕王) |      | 완안 곡사호(完顔 斛沙虎) 완안 종영(完顔 宗英) | ? ~ 1139년 |                 |            |       |
| 7  | 정왕(鄭王) |      | 완안 아린(完顔 阿隣) 완안 종의(完顔 宗懿)     | ? ~ 1150년 |                 | 설왕(薛王) | [ 2 ] |
| 8  | 노왕(潞王) |      | 완안 아로(完顔 阿魯) 완안 종본(完顔 宗本)     | ? ~ 1150년 |                 | 원왕(原王) | [ 2 ] |
| 9  | 익왕(翼王) |      | 완안 골뢰(完顔 鶻懶)                          |            | ? ~ 1139년      |            |       |
| 10 | 위왕(衛王) |      | 완안 호리갑(完顔 胡里甲) 완안 종미(完顔 宗美) | ? ~ 1150년 |                 | 풍왕(豊王) | [ 2 ] |
| 11 | 운왕(鄆王) |      | 완안 신토문(完顔 神土門)                      |            |                 | 빈왕(豳王) |       |
| 12 | 심왕(沈王) |      | 완안 곡패속(完顔 斛孛束)                      |            |                 | 곽왕(霍王) |       |
| 13 | 악왕(鄂王) |      | 완안 알렬(完顔 斡烈)                          |            |                 | 채왕(蔡王) |       |
| 14 | 한왕(韓王) |      | 완안 골사(完顔 鶻沙) 완안 종철(完顔 宗哲)     | ? ~ 1150년 |                 | 필왕(畢王) | [ 2 ] |

## 기년
| 태종        | 원년            | 2년        | 3년        | 4년        | 5년        | 6년        | 7년        | 8년        | 9년        | 10년       |
| ----------- | --------------- | ---------- | ---------- | ---------- | ---------- | ---------- | ---------- | ---------- | ---------- | ---------- |
| 서력 (西曆) | 1123년          | 1124년     | 1125년     | 1126년     | 1127년     | 1128년     | 1129년     | 1130년     | 1131년     | 1132년     |
| 간지 (干支) | 계묘(癸卯)      | 갑진(甲辰) | 을사(乙巳) | 병오(丙午) | 정미(丁未) | 무신(戊申) | 기유(己酉) | 경술(庚戌) | 신해(辛亥) | 임자(壬子) |
| 연호 (年號) | 천회(天會) 원년 | 2년        | 3년        | 4년        | 5년        | 6년        | 7년        | 8년        | 9년        | 10년       |
| 태종        | 11년            | 12년       | 13년       |            |            |            |            |            |            |            |
| 서력 (西曆) | 1133년          | 1134년     | 1135년     |            |            |            |            |            |            |            |
| 간지 (干支) | 계축(癸丑)      | 갑인(甲寅) | 을묘(乙卯) |            |            |            |            |            |            |            |
| 연호 (年號) | 11년            | 12년       | 13년       |            |            |            |            |            |            |            |

## 참고 문헌
- 《금사》(金史)
- 《속자치통감》(續資治通鑑)